# Khayrat al-Shater
Mohammed Khayrat Sa'd al-Shater (in arabo محمد خيرت سعد الشاطر‎?); Daqahliyya, 4 maggio 1950) è un imprenditore e politico egiziano.

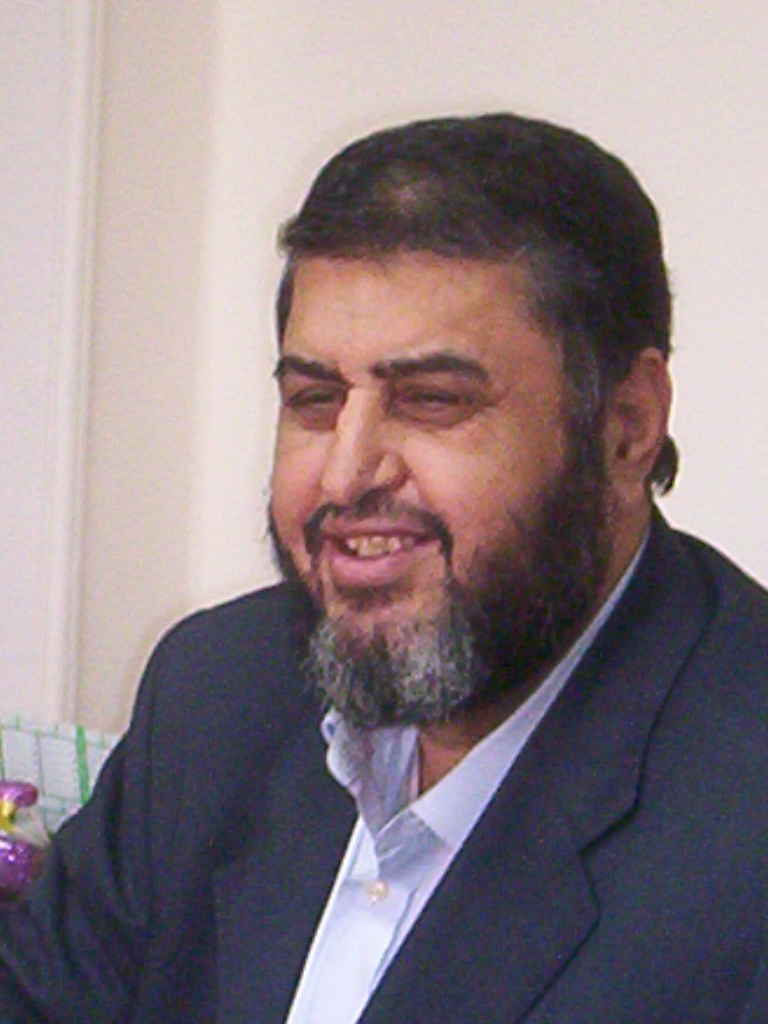

Khayrat al-Shater (IPA mæˈħæmmæd ˈxæjɾæt ˈsæʕd eʃˈʃɑːtˤeɾ) è un ingegnere, membro dei Fratelli Musulmani in Egitto.
È stato il candidato dei Fratelli Musulmani alle elezioni presidenziali del 2012, prima che la Commissione elettorale istituita dal Consiglio Supremo delle forze armate ne respingesse la candidatura. In precedenza era stato vice presidente (vice Guida Suprema) della Fratellanza).
Il suo arresto è stato disposto dalle autorità militari egiziane il 4 luglio 2013; ed è stato eseguito il giorno 5 luglio 2013.

## Biografia e carriera
Khayrat al-Shater militò a 16 anni nelle file della componente giovanile dell'Unione Socialista Araba d'ispirazione nasseriana list Union. Studiò Ingegneria nell'Università di Alessandria, partecipando alle poteste del 1968 degli studenti contro il governo, originate dalla pesante sconfitta egiziana nella guerra dei sei giorni. Dopo aver prestato servizio militare per la regolare leva biennale, al-Shater studiò per conseguire la laurea magistrale e lavorò come Lettore (una sorta di Assistente universitario) nell'Università di al-Mansura.

Dopo l'assassinio del presidente Anwar al-Sadat nel 1981, al-Shater fu esiliato come "dissidente islamista", e abbandonò la patria alla volta del Regno Unito.
Tornò in Egitto nella prima metà degli anni Ottanta e divenne un membro attivo dei Fratelli Musulmani egiziani. Nel 1995 diventò capo della branca della Fratellanza nella Grande Cairo (al-Qāhira al-kubrā).
Al-Shater ha lucrato grandi guadagni, calcolati in vari milioni di lire egiziane grazie alle forniture di tessuti a una serie di grandi e lussuosi alberghi del Cairo. È considerato un importante quanto abile imprenditore e una guida abile della strategia perseguita dalla Fratellanza Musulmana. Sotto il regime di Hosni Mubarak è stato imprigionato dal 2007 fino al momento del suo rilascio, su disposizione del Consiglio Supremo delle forze armate, nel marzo del 2011. A seguito della vittoria del Partito Libertà e Giustizia (l'ala parlamentare dei Fratelli Musulmani) nelle elezioni parlamentari del 2011, al-Shater è stato indicato come candidato Primo ministro di una coalizione governativa. Lo studioso esperto di Vicino Oriente, l'israeliano Avi Asher-Schapiro, considera al-Shater come convinto sostenitore della privatizzazione e del libero mercato.
Sebbene sia indicato come teorico numero due della gerarchia della Fratellanza, alcuni lo considerano di fatto il numero uno. Agli occhi di numerosi analisti e attivisti, egli costituisce una delle ragioni più importanti che si celano dietro lo stile "anti-rivoluzionario" della politica dei FM messa in mostra dopo la caduta del regime di Mubarak. È anche considerato come il responsabile dell'espulsione del membro dissidente della Fratellanza, Abd al-Mun'im Abu l-Futuh, e dei suoi sostenitori.

## Candidatura alle elezioni presidenziali del 2012
Il 31 marzo 2012, il partito Libertà e Giustizia indica il suo candidato per le elezioni presidenziali del 2012. Al-Shater si dimette formalmente dalla Fratellanza per concorrere alla carica presidenziale, per evitare di sconfessare il principio varie volte affermato dai Fratelli Musulmani di non voler presentare alcun candidato. L'annuncio della candidatura di al-Shater costituiva un evento storico per la Fratellanza nel corso dei suoi 83 anni di vita, dal momento che essa da sempre aveva assicurato che nessuno dei suoi membri avrebbe concorso alle elezioni presidenziali, al fine di tranquillizzare i governi secolari occidentali circa la presa di possesso "islamista" dei gangli più vitali del potere statale. Ai primi del 2012, Khayrat al-Shater smentì qualsiasi intenzione di entrare nella competizione elettorale presidenziale nel corso di un'intervista concessa ad Al Jazeera, dopo che Ahmad Mansur, ospite del programma Bilā ḥudūd ("senza limiti"), aveva profeticamente tratteggiato la sequenza dei probabili avvenimenti che, in effetti, si sono poi concretizzati il 31 marzo del 2012.
Il Consiglio Supremo delle forze armate egiziano ha escluso al-Shater dalla corsa presidenziale il 14 aprile 2012, sostenendo che egli era stato liberato dal carcere solo nel marzo del 2011, in violazione delle regole elettorali che prevedevano che i candidati avessero terminato di scontare un'eventuale loro pena carceraria almeno da 6 anni. Vale la pena di ricordare che la liberazione di al-Shater era stata motivata da "ragioni di salute", con ogni evidenza però del tutto recuperata, visti i gravosi impegni politici da lui affrontati nel periodo successivo.